# Streblocera kenchingi
Streblocera kenchingi är en stekelart som beskrevs av Chou 1990. Streblocera kenchingi ingår i släktet Streblocera och familjen bracksteklar. Inga underarter finns listade i Catalogue of Life.